# 松本哲男
松本 哲男（まつもと てつお、1943年（昭和18年）7月29日 - 2012年（平成24年）11月15日）は日本画家、教育者。栃木県佐野市生まれ。日本美術院理事。
宇都宮大学教育学部美術科卒業。高等学校美術教諭を経て、今野忠一に師事。
宇都宮文星短期大学特任教授を経て、1999年（平成11年）から2002年（平成14年）まで文星芸術大学教授。後、特任教授。
1993年（平成5年）4月から東北芸術工科大学芸術学部美術科助教授、1996年（平成8年）4月から同教授。2006年（平成18年）4月から2011年（平成23年）3月まで同学長。同年4月から名誉学長となっていた。
2012年（平成24年）11月15日に呼吸不全のため死去。2013年（平成25年）1月28日にホテル東日本宇都宮で偲ぶ会が開かれた。

## 主な作品
- 『蒼穹との出逢い（タージ・マハル）』保科美術館蔵

## 受賞等
- 栃木県文化功労者、1994年（平成6年）
- 第78回院展内閣総理大臣賞、1993年（平成5年）
- 第74回院展文部大臣賞、1989年（平成元年）
- 第34回芸術選奨新人賞、1984年（昭和59年）
- 第1回栃木県文化奨励賞、1975年（昭和50年）